# Basseneville
Basseneville é uma comuna francesa na região administrativa da Normandia, no departamento Calvados. Estende-se por uma área de 10,64 km². Em 2010 a comuna tinha 256 habitantes (densidade: 24,1 hab./km²).